# Барлак (Республика Алтай)
Барлак  алт. Барлак — село в Шебалинском районе Республики Алтай России. Входит в состав Чергинского сельского поселения.

## География
Расположено в горно-степной зоне северо-западной части Республики Алтай, на высоте 1000—1200 метров над уровнем моря, и находится по обеим берегам реки Семы, между впадениями в неё рек Куюла и Акте.

## Население
| 2010 | 2011 | 2012 | 2013 | 2014 | 2015 | 2016 |
| ---- | ---- | ---- | ---- | ---- | ---- | ---- |
| 42   | →42  | ↗48  | ↘46  | ↗52  | ↘45  | ↘43  |

## Транспорт
525 км Чуйского тракта.